# Marielle Montginoul
Marielle Montginoul est chercheuse au sein de l'Institut national de recherche en sciences et technologies pour l'environnement et l'agriculture (IRSTEA).

## Biographie et carrière
Marielle Montginoul étudie à l'université de Montpellier et obtient son DEA en 1994. Elle soutient en 1997 sa thèse sur le thème : "Une approche économique de la gestion de l'eau d'irrigation : des instruments, de l'information et des acteurs", sous la direction de Jean-Marie Boisson. Elle entre à l'IRSTEA (ancien CEMAGREF) en tant qu'économiste et y évolue vers un poste de directrice de recherche (Habilitation en 2012). Elle allie les outils d'études économiques de la gestion de l'eau des particuliers aux questionnements du développement durable et donne de nouvelles pistes pour aider les agriculteurs, les communes et divers territoires à repenser la distribution de l'eau et l'estimation de son prix dans le cadre d'une incitation à l'économie rationnelle en fonction des ressources décroissantes de l'eau,,. Disponibilité de la ressource en eau, pollutions, écosystèmes aquatiques, risques naturels, irrigation, pêche, aménagements… la gestion de l'eau est plus que jamais un enjeu mondial. Préoccupation majeure dans un contexte de changement climatique, Marielle Montginoul a mené des études et enquêtes auprès des Agglomérations de Montpellier et Perpignan,. 
Le 15 avril 2021, elle est auditionnée sous serment à titre d'experte par la « Commission d'enquête de l'Assemblée nationale relative à la mainmise sur la ressource en eau par les intérêts privés et ses conséquences », dont le rapport sera déposé le 15 juillet 2021,.
En août 2021, elle est nommée présidente du conseil scientifique du comité de bassin Rhône-Méditerranée.

## Publications
- Marielle Montginoul, « Focus : La facture d'eau : ses composantes, sa structure », Sciences Eaux & Territoires, numéro 10,Vol.1,‎ 2013, pp. 22-25 (ISSN 2109-3016, lire en ligne)
- Marielle Montginoul, « La consommation d'eau en France : historique, tendances contemporaines, déterminants », Sciences Eaux & Territoires, numéro 10,Vol.1,‎ 2013, pp. 68-73 (ISSN 2109-3016, lire en ligne)